# Apollo e Marsia (Guercino Modena)
Apollo e Marisa è un dipinto a olio su tela (67×58,5 cm) realizzato da Giovanni Francesco Barbieri, detto Guercino, databile al 1619-1621 e conservato alla Galleria BPER Banca a Modena.

## Storia
Il "carattere della fattura sommaria" ha spinto Luigi Salerno a datare la tela agli anni bolognesi del Guercino, visti anche gli influssi di Annibale Carracci e della scuola bolognese. Salerno non esclude che il dipinto sia stato realizzato prima dell'arrivo del Guercino a Roma, dove l'artista avrebbe portato e venduto la tela.
La tela è stata identificata con il "Ritratto d'Apollo con Marsia del Guerzin da Cento" menzionato nell'inventario dei quadri a Roma del cardinale Alessandro d'Este redatto nel 1624; alla morte del prelato il dipinto fu ereditato da Giulia d'Este. La tela ricompare poi come "Un abbozzo del Guercino di Marsia et Apollo" nell'elenco datato 17 aprile 1672 dei dipinti del principe Luigi d'Este custoditi da Galeazzo Veraldi e rimase nella collezione dei conti Cardelli di Roma fino al XX secolo, quando fu acquistato dalla Banca Popolare dell'Emilia-Romagna.

## Descrizione
I personaggi sono rappresentati al di fuori del contesto narrativo riportato da Ovidio: nulla suggerisce la loro competizione musicale, né tantomeno il cruento supplizio a cui il satiro Marsia sarà sottoposto da Apollo. Il taglio ravvicinato delle mezze figure conferisce alla composizione l'aspetto di uno studio diretto dei caratteri, sottolineato anche dall'uso delle luci: il realismo proto-barocco del Guercino emerge nella sua caratteristica "macchia". La "morbida sensualità dell'incarnato del giovane" contrasta notevolmente con "la ferina bruttezza del satiro" e Guercino sembra offrire "un'interpretazione dell'episodio in chiave fortemente morale, senza tuttavia sminuirne l'immediatezza e la fisica immanenza."
Carolina Mangone ipotizza che la tela abbia influenzato Gian Lorenzo Bernini nel suo Autoritratto in veste di David con la testa di Golia, particolarmente nell'accostamento tra il bel giovane, realizzato con pennellate morbide, e il più grezzo Golia, dipinto, come il Marsia del Guercino, con un impasto più pesante.